# Bjørn Waag
Bjørn Waag (* 1961 in Sarpsborg) ist ein norwegischer Opernsänger (Bariton), Gesangspädagoge und Publizist.

## Leben
In Norwegen geboren, studierte Waag zunächst Gesang, Dirigieren, Musikwissenschaft und Philosophie. Von 1979 bis 1981 war er Kulturredakteur beim Morgenbladet, der ältesten Tageszeitung Norwegens. 1981 wurde er Meisterschüler von Dietrich Fischer-Dieskau und Ernst Haefliger. Nach seinem ersten Festengagement in Trier 1984 holte ihn Tobias Richter 1987 an die Bremer Oper, von wo aus er 1994 ans Nationaltheater Mannheim wechselte. Es ging 2001 ans Theater Basel. Seitdem hat Waag mit den Opernhäusern in Saarbrücken, dem Musiktheater im Revier und in Linz zusammengearbeitet. Mittlerweile hat er sich alle gängigen Partien seines Fachs, insgesamt etwa 120 Rollen, erarbeitet.
Gastverträge führten ihn an zahlreiche Bühnen im In- und Ausland, z. B. an die Bayerische Staatsoper, das Staatstheater Stuttgart, das Teatro La Fenice in Venedig und das Maggio Musicale Fiorentino in Florenz. Eine langjährige Zusammenarbeit mit dem hr-Sinfonieorchester begann schon 1988 und zeitigte seitdem jährlich mehrere Produktionen, beginnend mit der Eröffnung des neuen Konzertsaals des HR, wo Waag die Hauptpartie in Wolf-Ferraris La Vita Nuova unter Eliahu Inbals Leitung sang, bis zu einer Reihe der großen Mozartopern beim Würzburger Mozartfest unter Hugh Wolf.
Waag übersiedelte 1981 von Norwegen nach Deutschland.
1995 erreichte Waag mit seinem Rollendebüt als Beckmesser seinen bis dahin größten Erfolg, woraufhin ihn Wolfgang Wagner nach Bayreuth einlud. 1999 sang er die Titelrolle in der italienischen Erstaufführung der Oper Jakob Lenz von Wolfgang Rihm am Maggio Musicale Fiorentino. Daraufhin folgten weitere Produktionen in Italien. 2000/2001 wirkte Waag in der umstrittenen Ring des Nibelungen-Inszenierung der Oper Graz mit. Er sang die Rollen des Alberich in Das Rheingold, Siegfried und in Götterdämmerung, sowie gleichzeitig den Gunther.
Neben seinem Sängerlaufbahn übernahm Waag im Oktober 2003 einen Lehrstuhl an der Hochschule für Musik in Basel. Bis März 2008 leitete er die dortige Fachgruppe Gesang/Liedinterpretation, war künstlerischer Leiter des von ihm entwickelten Studios für Musiktheater „Front Stage Basel“ Initiator und Präsident des „LiedForum Basel e.V“.
Ein Schwerpunkt in Waags Arbeit liegt bei der zeitgenössischen Musik. Walter Zimmermann schrieb für ihn seine Hölderlin-Oper Hyperion, die 1993 in der Alten Oper Frankfurt uraufgeführt wurde. Nach seinen Erfolgen in der Titelrolle von Manfred Trojahns Pirandello-Oper Enrico schrieb Zimmermann speziell für ihn die Partie des Narren in der Oper Was ihr wollt, die 1998 an der Bayerischen Staatsoper uraufgeführt wurde. Auch Detlef Heusinger, Klaus Huber und Roland Moser schrieben Werke für Waag. 2012 sang er in der Uraufführung von Moritz Eggerts Musiktheaterprojekt All diese Tage am Theater Bremen die Partie des Vaters. Im Winter 2012/13 übernahm er die Titelrolle in der deutschen Erstaufführung von Manfred Trojahns Oper Orest an der Staatsoper Hannover.
Im Rahmen der Veranstaltungen zur „RUHR.2010“ war er beteiligt an Neuproduktionen u. a. von Puccini, Strauss, Korngold, Ibanez, Henze und Britten. Die Gestaltung der Hauptrolle des Zauberers Cipolla in Stephen Olivers Mario und der Zauberer am Theater Basel vollendete die Zusammenarbeit zwischen Hochschul- und gestalterisch-sängerischer Tätigkeit.

## Auszeichnungen
- 1997 Mitglied der Freien Akademie der Künste, Mannheim angetragen

## Opernrepertoire (Auswahl)
- Richard Wagner: Die Meistersinger von Nürnberg – Beckmesser
- Manfred Trojahn: Orest – Orest
- Richard Wagner: Das Rheingold – Alberich
- Wolfgang Rihm: Jakob Lenz – Lenz

## Aufnahmen
Von Bjørn Waag liegen CD-Einspielungen von André Laportes Kafka-Oper Das Schloß, (Rolle des K.), eine Aufnahme von Schönbergs Jakobsleiter unter Eliahu Inbal (Der Erwählte) und von Ermanno Wolf-Ferraris Dante-Oratorium La Vita Nuova unter Günther Neuhold vor. Der Mitschnitt von Hubers Schwarzerde mit Waag in der Hauptrolle des Parnok wurde in der Zeitschrift Opernwelt für die Auszeichnung als wertvollste CD des Jahres 2001 vorgeschlagen.